# موالا توتوا
موالا توتوا (بالإنجليزية: Moala Tautuaa)‏ مواليد 30 أبريل 1989 في سان ماتيو، هو لاعب كرة سلة أمريكي. بدأ مسيرته الاحترافية في سنة 2012. يلعب مع تي إن تي كاتروبا في الرابطة الفلبينية لكرة السلة كلاعب وسط. يحمل الرقم 7. يبلغ طوله 6 قدم 8 بوصة (2.0 م). مثّل منتخب بلاده.